# Dynamite (canção de Taio Cruz)
"Dynamite" é uma canção do cantor britânico Taio Cruz. Foi composta por Cruz, Max Martin e Bonnie McKee, e produzida por Dr. Luke e Benny Blanco para a versão internacional do seu segundo álbum de estúdio, Rokstarr, e lançada nos Estados Unidos e Canadá como segundo single do álbum, e quarto na Europa. Um remix oficial de "Dynamite" foi feito com a participação de Jennifer Lopez.
Segundo Cruz, a canção é sobre "quando você vai para o clube, para uma festa ou está apenas saindo... você se sente algo como, 'Eu simplesmente vou explodir'". O single vendeu mais de três milhões de cópias digitais nos Estados Unidos.

## Faixas
No Reino Unido, o single foi liberado para download digital no iTunes como um EP, contendo a faixa original e três remixes, em 22 de agosto de 2009.
| Single digital (Reino Unido) |                                        |         |  |
| N.º                          | Título                                 | Duração |  |
| 1.                           | "Dynamite"                             | 3:23    |  |
| 2.                           | "Dynamite" (Stonebridge Club Remix)    | 7:20    |  |
| 3.                           | "Dynamite" (Mixin Marc Club Remix)     | 5:34    |  |
| 4.                           | "Dynamite" (Ralphi Rosario Club Remix) | 8:03    |  |

## Paradas musicais
| Parada (2009)                      | Melhor posição |
| ---------------------------------- | -------------- |
| Austrália (ARIA)                   | 1              |
| Áustria (Ö3 Austria Top 40)        | 2              |
| Bélgica (Ultratop - Flanders)      | 6              |
| Bélgica (Ultratop - Valônia)       | 1              |
| Brasil Billboard Brasil Hot 100    | 38             |
| Brasil Billboard Brasil Hot Pop    | 17             |
| Canadá (Canadian Hot 100)          | 1              |
| Dinamarca (IFPI)                   | 12             |
| Estados Unidos (Billboard Hot 100) | 2              |
| Irlanda (Irish Singles Chart)      | 1              |
| Nova Zelândia (RIANZ)              | 1              |
| Noruega (VG-lista)                 | 4              |
| Reino Unido (UK Singles Chart)     | 1              |
| Suécia (Sverigetopplistan)         | 10             |
| Suíça (Media Control)              | 3              |

| País           | Fornecedor | Certificação | Vendas     |
| -------------- | ---------- | ------------ | ---------- |
| Austrália      | ARIA       | Platina      | 70.000+    |
| Estados Unidos | RIAA       | 5× Platina   | 3.000.000+ |
| Nova Zelândia  | RIANZ      | Platina      | 15.000+    |

## Versão de China Anne McClain
"Dynamite" é uma canção da cantora e atriz China Anne McClain, disponbilizada para download digital nas lojas iTunes e Amazon no dia 26 de julho de 2010 pela Walt Disney Records, servindo como o primeiro single da trilha sonora A.N.T. Farm da série de mesmo nome. A faixa - como na original - foi escrita por Taio Cruz, Max Martin, Bonnie McKee. A canção fala de ter um brilho enquanto dança nas festas. O vídeo da canção foi disponibilizado no mesmo dia do download digital, no canal do Youtube oficial da cantora China Anne McClain.

### Antecedentes
A canção foi cantada no primeiro episódio da série A.N.T. Farm exibido no dia 6 de maio de 2010 com o título de "TransplANTed", após ser pedida várias vezes na Rádio Disney e ser a mais tocada por duas semanas consecutivas, os executivos do Disney Channel decidiram colocar a versão de China para download digital nas lojas iTunes e Amazon, fazendo um grande sucesso até então.

### Faixas
A versão digital de "Dynamite" foi lançada na iTunes Store, contém apenas uma faixa com duração de dois minutos e quarenta e três segundos.
| Download digital |            |                                     |         |  |
| N.º              | Título     | Compositor(es)                      | Duração |  |
| 1.               | "Dynamite" | Taio Cruz, Max Martin, Bonnie McKee | 2:43    |  |

### Video musical

China brilhando em sua audição.

O vídeo foi lançado em 26 de junho de 2010 no canal VEVO oficial da cantora, e dois dias antes - 24 de julho - estreou no Disney Channel logo após a exibição de um episódio inédito da série. Contendo além da aparição principal de China, os jurados do vídeo são interpretados elenco principal de A.N.T. Farm, Sierra McCormick, Jake Short, Stefanie Scott e Carlon Jeffery.
O vídeo começa em um estúdio, com luzes, China passa por uma placa aonde está escrito "Auditions Today" (audições hoje), ela começa cantando apenas no violão a canção, os jurados - cujo fazem parte da série A.N.T. Farm - ficam tediados com a apresentação, quando começa o refrão, a música começa a ficar mais animada, China toca teclado, violino e vários outros instrumentos. O local começa a encher de pessoas, ela canta, e o palco começa a ficar enfeitado, com arranjos profissional de uma turnê. China termina de cantar e é aplaudida de pé por todos.